# Stade de Ponte Grande
 (avril 2025).
Le Stade de Ponte Grande (en portugais : Estádio da Ponte Grande), est un ancien stade de football brésilien, ouvert en 1918 et démoli en 1937, et situé près de Ponte das Bandeiras, dans le nord de la ville de São Paulo.
Le stade, doté de 8 000 places, sert de domicile pour l'équipe de football des Corinthians entre 1918 et 1928.

## Histoire
En 1916, les joueurs et supporters du club des Corinthians s'emploient à financer et faire construire un nouveau stade pour leur club (qui jouait jusqu'alors au Campo do Lenheiro, un simple terrain de jeu détenu par un vendeur de bois) sur un terrain cédé au club par la préfecture de São Paulo (par l'intermédiaire de l'homme politique, José de Alcântara Machado).
Le match d'inauguration a lieu le 17 mars 1918, lors d'un match nul 3-3 entre les Corinthians et Palestra Italia.
Le club évolue au stade durant neuf ans, jusqu'en 1927, date à laquelle le club déménage au Stade Alfredo Schürig, bien plus grand. Le stade est alors vendu au club de l'AA São Bento pour la somme de 40 000 R$.

## Galerie

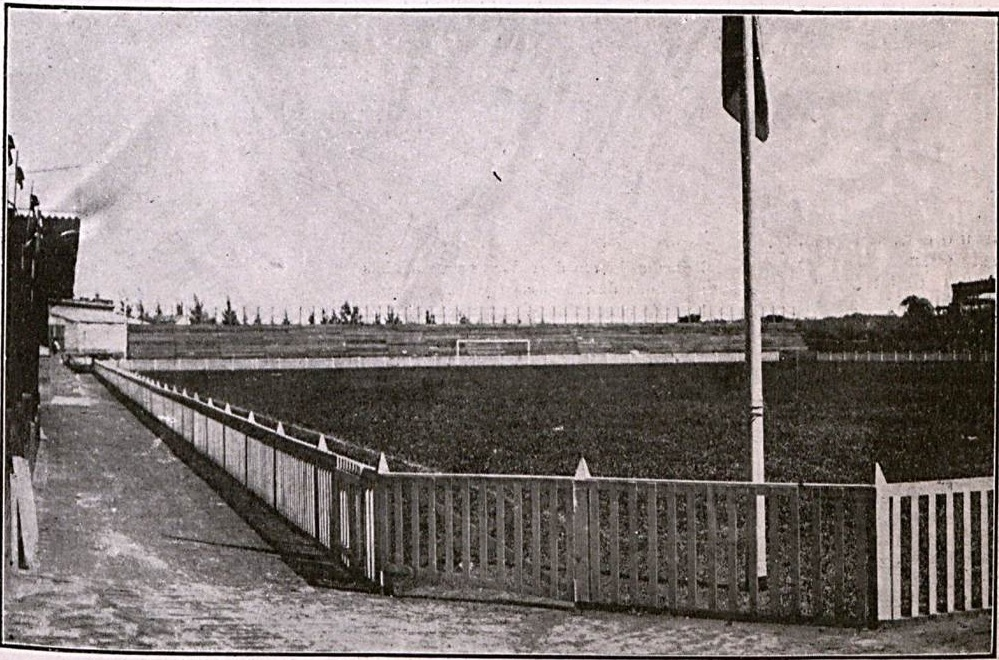
Vue du stade depuis le bas des gradins, 1918